# Cybaeodamus lycosoides
Cybaeodamus lycosoides là một loài nhện trong họ Zodariidae.
Loài này thuộc chi Cybaeodamus. Cybaeodamus lycosoides được Hercule Nicolet miêu tả năm 1849.